# Perki-Bujenki
Perki-Bujenki – wieś w Polsce położona w województwie podlaskim, w powiecie wysokomazowieckim, w gminie Sokoły.
Zaścianek szlachecki Bujenki należący do okolicy zaściankowej Perki położony był w drugiej połowie XVII wieku w powiecie suraskim ziemi bielskiej województwa podlaskiego. W latach 1975–1998 miejscowość administracyjnie należała do województwa łomżyńskiego.
Wierni kościoła rzymskokatolickiego należą do parafii  Wniebowzięcia NMP w Sokołach.

## Historia
W I Rzeczypospolitej Perki należały do ziemi bielskiej. Miejscowość wymieniona w dokumencie z roku 1527. W pobliżu kilka innych wsi tworzących tzw. okolicę szlachecką Perki:
- Perki-Bujanki
- Perki-Franki
- Perki-Karpie
- Perki-Lachy
- Perki-Mazowsze
- Perki-Wypychy

W roku 1827 wieś liczyła 12 domów i 63 mieszkańców. Pod koniec wieku XIX należała do powiatu mazowieckiego, gmina i parafia Sokoły.
W 1921 r. Perki-Bujanki. Naliczono tu 9 budynków z przeznaczeniem mieszkalnym oraz 52 mieszkańców (31 mężczyzn i 21 kobiet). Wszyscy podali narodowość polską.